# Zwölfaxing
Zwölfaxing  är en ort och kommun i Österrike. Den ligger i distriktet Bruck an der Leitha i förbundslandet Niederösterreich, 13 km sydost om huvudstaden Wien. 